# 지방도 제312호선
지방도 제312호선은 경기도 평택시 팽성읍에서 경기도 과천시 문원동을 잇는 경기도의 지방도였다.
봉담과천도시고속화도로와 과천우면산도시고속화도로가 개설 계획이 나오면서 1990년 5월 19일 노선이 봉담과천도시고속화도로의 의왕 ~ 과천 구간에 대해서 처음 노선 지정이 이루어졌으며 1995년 4월 시점을 봉담으로 연장하고 같은 해 10월에 평택시 팽성읍으로 다시 시점을 연장하였다.
2005년 3월 28일 경기도의 지방도 대개편으로 인해 폐지되었다. 이후 지방도 제309호선으로 다시 지정되었다.

## 연혁
- 1990년 5월 19일 : '의왕 ~ 과천선'으로 노선 신설[1]
- 1995년 4월 14일 : 시점을 의왕시 고천동에서 화성군 봉담면 동화리로 연장, '봉담 ~ 과천선'으로 변경.[2]
- 1995년 10월 30일 : 시점을 화성군 봉담면 동화리에서 평택시 팽성읍 객사리로 연장, '팽성 ~ 과천선'으로 변경[3]
- 1998년 12월 18일 : 봉담과천도시고속화도로 의왕 나들목 ~ 봉담 교차로 14km 구간 개통[4]
- 2005년 3월 28일 : 지방도 폐지[5]

## 경유지
정문리 - 송산1리 - 송산4리 - 수산중공업 - 한일운전학원 - 상수직교 - 수직교 - 내천3거리 - 음양1리 - 정남 119안전센터 - 용수교 - 정남2교 - 일진산업단지 - 안녕동 - 수원대학교 - 홍익디자인고등학교 - 동양매직 - 한국농업전문학교 - 농촌진흥청 축산연구소 - 수영리4거리

## 같이 보기
- 지방도 제309호선